# Юшков, Алексей Анатольевич
Алексе́й Анато́льевич Юшко́в (1 февраля 1967, Свердловск, СССР — 29 августа 1996, Новотроицк, Оренбургская область, Россия) — советский и российский футболист, защитник, полузащитник. Мастер спорта СССР (1990).

## Карьера
Воспитанник свердловского футбола. В 1984—1989 годах играл во Второй лиге за «Уралмаш». В 1991 году был приглашён в ленинградский «Зенит», однако, вскоре после начала сезона вернулся в «Уралмаш». В 1991 году защищал цвета московского «Торпедо», в составе которого стал бронзовым призёром чемпионата СССР и финалистом Кубка СССР, а также провёл 6 матчей в Кубке УЕФА. В 1992 году перешёл в московское «Динамо», за которое провёл один матч в Кубке 24 февраля против московского ««Локомотива»» (1:0). В 1992—1995 годах вновь играл в составе «Уралмаша», за который в Высшей лиге провёл 104 матча, забил один мяч. Всего за «Уралмаш» сыграл в разных турнирах 288 матчей, забил 21 мяч. В 1996 году подписал контракт с «Ностой».

## Автокатастрофа
29 августа 1996 года погиб в автокатастрофе в Новотроицке Оренбургской области. Похоронен на Северном кладбище Екатеринбурга.

## Достижения
- Бронзовый призёр чемпионата СССР: 1991
- Финалист Кубка СССР: 1990/91
- Бронзовый призёр Первой лиги: 1991
- Победитель Второй лиги (2): 1988 (2-я зона), 1990 (зона «Центр»)
- Серебряный призёр 2-й зоны Второй лиги (3): 1985, 1987, 1989